# Thriller 40
Thriller 40 é a edição especial em comemoração ao 40.º aniversário do sexto álbum de estúdio do cantor americano Michael Jackson, Thriller (1982). O álbum original vendeu 70 milhões de cópias em todo o mundo, liderando a lista dos álbuns mais vendidos do mundo. Thriller 40 foi lançado em 18 de novembro de 2022, com a cooperação da Epic Records, Legacy Recordings e MJJ Productions. É o primeiro álbum em cinco anos desde o lançamento de Scream, em 2017. Thriller 40 marca a terceira reedição do disco original, após a edição especial lançada em 2001 e a Thriller 25, lançada em 2008 em comemoração aos 25 anos.

## Antecedentes
Jackson lançou seu sexto álbum de estúdio, Thriller, em 30 de novembro de 1982. Com vendas estimadas em mais de 70 milhões de cópias, Thriller tornou-se o álbum mais vendido do mundo de todos os tempos, e foi o primeiro na história ter sete singles figurando no top 10. O sucesso de Thriller colocou Jackson em uma posição dominante da música pop, tornando-se um ícone internacional desta cultura.
Desde a morte de Jackson, uma das músicas vazadas das sessões de "Thriller" foi "Starlight Sun", que é a demo original da faixa-título. Os fãs notaram que desde julho de 2022 começou a desaparecer do YouTube os vídeos da música postados ilegalmente, dando origem a especulações de que tal demo fará parte do álbum.
Várias outras atividades estão planejadas antes do eventual lançamento de Thriller 40. Em 8 de setembro, a demo original da versão cover de Jackson da música "Behind the Mask" da Yellow Magic Orchestra (que foi remixada anteriormente para o álbum póstumo Michael de 2010) foi revelada como uma das 10 faixas do disco de reedição de material bônus. .[14] Em 15 de setembro, uma música inédita intitulada "She's Trouble" foi a segunda faixa bônus anunciada para o álbum. Em 22 de setembro, uma versão demo inicial de "Best of Joy" (lançada no álbum de Michael), intitulada "The Toy" (destinada ao filme de Richard Pryor de 1982 com o mesmo nome) foi confirmada como outra faixa bônus. Em 29 de setembro, uma música lançada anteriormente intitulada "Got the Hots" foi anunciada. Em 6 de outubro, uma música nunca antes ouvida intitulada "What a Lovely Way to Go" (mencionada por Jackson em 1993 no depoimento no México como "What a Lonely Way to Go" e retrabalhada por Mark Ronson como "Lovely Way" em 2010 para possível inclusão em Michael) foi anunciado. Em 13 de outubro, uma faixa lançada anteriormente no The Ultimate Collection, "Sunset Driver" (mixada por Bill Bottrell, que mais tarde co-produziu o álbum Dangerous) foi anunciada. No dia 20 de outubro, foi anunciada a inclusão da faixa "Carousel", anteriormente lançada em Thriller: Special Edition (na versão abreviada) e várias edições de King of Pop (na forma mais completa) para inclusão no segundo disco. Em 27 de outubro, a primeira demo de "Thriller" intitulada "Starlight" foi anunciada no segundo disco. Em 3 de novembro, a faixa "Can't Get Outta the Rain", lançada anteriormente no lado b de "The Girl Is Mine" e baseada em "You Can't Win" (que foi a trilha sonora do filme musical de 1978 The Wiz), foi anunciado. A música foi regravada para o lançamento de 1982. Em 10 de novembro, uma demo inédita e inédita chamada "Who Do You Know" foi anunciada como a faixa final do Disco 2.

## Divulgação e promoção
O cantor americano Maxwell apresentou The Lady In My Life no Billboard Music Awards de 2022 como uma homenagem ao 40º aniversário de Thriller. Falando sobre a performance, Maxwell disse: "Estou me sentindo honrado por estar aqui, honrado por poder comemorar o 40º aniversário de Thriller - estou acordado desde as seis da manhã tentando acertar tudo, e você sabe, só quero fazer o certo - é Michael Jackson! Ninguém melhor, então eu só quero fazer bem feito".
Várias outras atrações estão planejadas antes do eventual lançamento de Thriller 40.

## Lançamento
Anunciado em 16 de maio de 2022, pelo espólio de Michael Jackson , é o décimo segundo lançamento da Sony e/ou Motown desde a morte de Jackson em 25 de junho de 2009. A companhia também anunciou outros lançamentos, a partir do álbum original, que fora remasterizado pela empresa Mobile Fidelity Sound Lab, como um Super Audio CD estéreo e LP, ambos limitados em 40 000 cópias.

## Documentário
Um documentário de 90 minutos intitulado Thriller 40, dirigido por Nelson George, comemorando o 40º aniversário de Thriller, está programado para ser lançado nos Estados Unidos em 2 de dezembro de 2023, com exibição no Showtime, e estará disponível pata streaming Paramount+, apenas para assinantes do plano Showtime. Internacionalmente, estreará no mesmo dia no Reino Unido, Austrália, Canadá, Itália, França, Alemanha, Suíça, Áustria, América Latina, e Coreia do Sul. Em 27 de outubro de 2023, o espólio de Michael Jackson lançou um trailer do documentário Thriller 40.

## Lista de faixas
| Disco 1: Edição padrão |                                         |                           |                          |         |  |
| N.º                    | Título                                  | Compositor(es)            | Produtor(es)             | Duração |  |
| 1.                     | "Wanna Be Startin' Somethin'"           | Michael Jackson           | Quincy Jones Jackson [A] | 6:03    |  |
| 2.                     | "Baby Be Mine"                          | Rod Temperton             | Jones                    | 4:20    |  |
| 3.                     | "The Girl Is Mine" (com Paul McCartney) | Jackson                   | Jones Jackson [A]        | 3:42    |  |
| 4.                     | "Thriller"                              | Temperton Jackson [B]     | Jones                    | 5:57    |  |
| 5.                     | "Beat It"                               | Jackson                   | Jones Jackson [A]        | 4:18    |  |
| 6.                     | "Billie Jean"                           | Jackson                   | Jones Jackson [A]        | 4:54    |  |
| 7.                     | "Human Nature"                          | Steve Porcaro John Bettis | Jones                    | 4:06    |  |
| 8.                     | "P.Y.T. (Pretty Young Thing)"           | James Ingram Jones        | Jones                    | 3:59    |  |
| 9.                     | "The Lady in My Life"                   | Temperton                 | Jones                    | 5:00    |  |
| Duração total:         | Duração total:                          | Duração total:            | Duração total:           | 42:19   |  |

| Disco 2: Material Bônus |                                       |                                        |                |         |  |
| N.º                     | Título                                | Compositor(es)                         | Produtor(es)   | Duração |  |
| 10.                     | "Starlight"                           | Temperton                              | Jones          | 5:03    |  |
| 11.                     | "Got the Hots" (Demo)                 | Temperton                              | Jones          | 4:25    |  |
| 12.                     | "Who Do You Know" (Demo)              | Jackson                                | Jackson        | 5:22    |  |
| 13.                     | "Carousel" (Versão completa)          | Michael Sembello Don Freeman           | Jones          | 3:39    |  |
| 14.                     | "Behind the Mask" (Mike's Mix) (Demo) | Jackson Ryuichi Sakamoto Chris Mosdell | Jackson        | 5:00    |  |
| 15.                     | "Can't Get Outta the Rain"            | Jackson Jones                          | Jackson Jones  | 4:06    |  |
| 16.                     | "The Toy" (Demo)                      | Jackson                                | Jackson        | 3:04    |  |
| 17.                     | "Sunset Driver" (Demo)                | Jackson                                | Jackson        | 4:02    |  |
| 18.                     | "What a Lovely Way to Go" (Demo)      | Jackson                                | Jackson        | 3:55    |  |
| 19.                     | "She's Trouble" (Demo)                | Billy Livsey Terry Britten Sue Shifrin | Jones          | 4:12    |  |
| Duração total:          | Duração total:                        | Duração total:                         | Duração total: | 42:53   |  |

| Faixas Bônus (Somente Digital) |                                                    |         |  |
| N.º                            | Título                                             | Duração |  |
| 20.                            | "Billie Jean (Home Demo from 1981)"                | 2:20    |  |
| 21.                            | "Billie Jean (Long Version)"                       | 6:20    |  |
| 22.                            | "Billie Jean 2008"                                 | 4:34    |  |
| 23.                            | "Beat It (Demo)"                                   | 4:34    |  |
| 24.                            | "Beat It 2008"                                     | 4:10    |  |
| 25.                            | "Wanna Be Startin' Somethin' (Demo)"               | 5:43    |  |
| 26.                            | "Wanna Be Startin' Somethin' (Tommy D's Main Mix)" | 7:40    |  |
| 27.                            | "Wanna Be Startin' Somethin' 2008"                 | 4:11    |  |
| 28.                            | "Human Nature (7" Remix)"                          | 3:45    |  |
| 29.                            | "P.Y.T. (Pretty Young Thing) (Demo)"               | 3:46    |  |
| 30.                            | "P.Y.T. (Pretty Young Thing) 2008"                 | 4:21    |  |
| 31.                            | "The Girl Is Mine 2008"                            | 3:11    |  |
| 32.                            | "Thriller (7" Special Edit)"                       | 4:37    |  |
| 33.                            | "Thriller (Def Thriller Mix)"                      | 7:22    |  |
| 34.                            | "Thriller Megamix"                                 | 9:14    |  |

## Histórico de lançamento
| País         | Data                   | Gravadora                                        | Formato                  |
| ------------ | ---------------------- | ------------------------------------------------ | ------------------------ |
| Mundialmente | 18 de novembro de 2022 | Epic Records, Legacy Recordings, MJJ Productions | CD, LP, Download digital |